# Lépton (moeda)

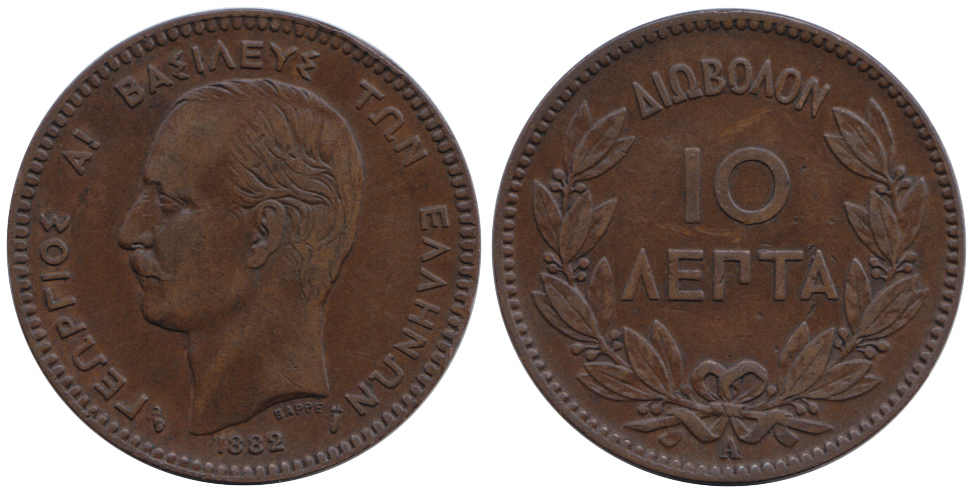
10 Lepton 1882, Grécia, Jorge I.

Lépton (do adjetivo neutro grego lepton: "pequeno") denominava uma pequena moeda de cobre do século I. Esta moeda é citada pelo evangelista Lucas (Lc 21,2), que ao citar Mc 12,42 prefere a denominação grega lépton à moeda romana quadrante.